# Ripple Effect Studios
Ripple Effect Studios — компания-разработчик компьютерных игр, во время основания в 1995 году называвшаяся как DreamWorks Interactive LLC. (была дочерней компанией DreamWorks SKG). В 2000 году студия была выкуплена EA Games и преобразована в EA Los Angeles, а в 2010 — в Danger Close Games. Когда серия Medal of Honor была заморожена в январе 2013 года, Danger Close была закрыта, а небольшое количество старших сотрудников было переведено в DICE LA, подразделение EA DICE.

## История
В марте 1995 года корпорации DreamWorks Pictures и Microsoft анонсировали о создании совместного предприятия DreamWorks Interactive. Офисы компании были созданы в Редмонде, штат Вашингтон, и Лос-Анджелесе.
После успеха серии Medal of Honor корпорация Electronic Arts в 2000 году выкупила студию у её родителей DreamWorks SKG и Microsoft. Студия была переименована в EA Los Angeles, и занялась дальнейшей разработкой игр серии с последующим выпуском Medal of Honor: Underground в том же году.
В 2003 году была объединена с Westwood Studios — создателями серии Command & Conquer — и Westwood Pacific. Вскоре после этого многие из сотрудников, которые работали в Westwood Studios, добровольно покинули компанию, чтобы сформировать Petroglyph Games.
В июле 2010 года студия EA Los Angeles была переименована в Danger Close Games и сосредоточилась на разработке игр серии Medal of Honor. С ребрендингом, основанном на термине из серии Medal of Honor студия занялась исключительно играми, посвященными Medal of Honor. Их первым проектом стала Medal of Honor 2010 года, которая 12 октября того же года была выпущена для Windows, PlayStation 3 и Xbox 360.
В январе 2013 года компания Electronic Arts объявила о том, что серия игр Medal of Honor была заморожена в связи с плохим критическим приёмом, полученным Warfighter. С этим компания Danger Close была закрыта, некоторые разработчики были переведены в другие студии EA, а другие покинули территорию Лос-Анджелеса. Некоторые старшие сотрудники Danger Close заложили основу для создания DICE LA, подстудии EA DICE, которая была создана в мае 2013 года.

## Разработанные игры

### Как DreamWorks Interactive
- Someone's in the Kitchen! — (PC, 1996)
- Goosebumps: Escape from Horrorland — (PC, 1996)
- Goosebumps: Attack of The Mutant — (PC, 1996)
- The Neverhood — (PC, 1996)
- Dilbert's Desktop Games — (PC, 1997)
- Chaos Island: The Lost World Jurassic Park — (PC, 1997)
- The Lost World: Jurassic Park — (PlayStation, 1997)
- Skullmonkeys — (PlayStation, 1998)
- Small Soldiers — (PlayStation, 1998)
- Jurassic Park: Trespasser — (PC, 1998)
- BoomBots — (PlayStation, 1999)
- Warpath: Jurassic Park — (PlayStation, 1999)
- T'ai Fu: Wrath of the Tiger — (PlayStation, 1999)
- Medal of Honor — (PlayStation, 1999)
- Medal of Honor: Underground — (PlayStation, 2000)
- Clive Barker's Undying — (PC, 2001)

### Как EA Los Angeles
- Medal of Honor: Frontline — (PlayStation 2, 2002)
- Medal of Honor: Allied Assault Spearhead — (Дополнение для PC, 2002)
- Medal of Honor: Rising Sun — (Xbox, PlayStation 2, GameCube, 2003)
- Command & Conquer: Generals - Zero Hour — (Дополнение для PC, 2003)
- GoldenEye: Rogue Agent — (Xbox, PlayStation 2, GameCube, 2004)
- Medal of Honor: Pacific Assault — (PC, 2004)
- Medal of Honor: European Assault — (Xbox, PlayStation 2, GameCube, 2005)
- The Lord of the Rings: The Battle for Middle-earth — (PC, 2004)
- The Lord of the Rings: The Battle for Middle-earth II — (PC, Xbox 360, 2006)
- The Lord of the Rings: The Battle for Middle-earth II: The Rise of the Witch-king — (PC, 2006)
- Command & Conquer 3: Tiberium Wars — (PC, Mac, Xbox 360, 2007)
- Medal of Honor: Airborne — (PlayStation 3, Xbox 360, PC, 2007)
- Command & Conquer 3: Kane's Wrath — (PC, Xbox 360, 2008)
- Boom Blox — (Wii, 2008)
- Command & Conquer: Red Alert 3 — (PlayStation 3, Xbox 360, PC, 2008)
- Command & Conquer Red Alert 3: Uprising — (PC, 2009)
- Boom Blox Bash Party — (Wii, 2009)
- Command & Conquer 4: Tiberian Twilight — (PC, 16 марта 2010)

### Как Danger Close Games
Danger Close Games — новая студия, сформированная из группы сотрудников EA Los Angeles. Её первой разработкой стал одиночный режим для Medal of Honor (PC, Xbox 360, PlayStation 3).
- Medal of Honor — (PC, Xbox 360, PlayStation 3, 2010)
- Medal of Honor: Warfighter — (PC, Xbox 360, PlayStation 3, 2012)

### Как DICE LA
DICE Los Angeles — новая студия Electronic Arts DICE, созданная на основе Danger Close Games после провала Medal of Honor: Warfighter в 2013 году. Ответственна за поддержку серии Battlefield.
- Battlefield 4 — Поддержка игры после релиза EA DICE совместно с Visceral Games (PC, Xbox 360, Xbox One, PlayStation 3, PlayStation 4, 2013)
  - Battlefield 4 Second Assault
  - Battlefield 4 Legacy Operations
  - Battlefield 4 Night Operations
  - Battlefield 4 Dragon’s Teeth
  - Battlefield 4 Final Stand
- Battlefield 1 — Поддержка игры после релиза EA DICE (PC, Xbox One, PlayStation 4, 2016)
  - Так же ответственны за все DLC к игре.
- Battlefield V — Поддержка игры после релиза EA DICE (PC, Xbox One, PlayStation 4, 2018)

### Как Ripple Effect
Ripple Effect была сформирована на основе DICE LA после назначения главой студии Винсента Зампеллы и получения независимости от DICE в 2021 году. После разгромной критики Battlefield 2042 со стороны игроков после релиза в Steam и на сайтах агрегаторах, Винсент Зампелла был назначен куратором серии Battlefield (серия игр), а Ripple Effect ответственной за следующие игры серии.
- Battlefield 2042 — Соразработчик совместно с EA DICE, Criterion Games и EA Gothenburg (PC, Xbox One, Xbox Series X/S, PlayStation 4, PlayStation 5, 2021)
  - Battlefield Portal[18]